# Cuore
Cuore is een Italiaanse dramafilm uit 1948 onder regie van Duilio Coletti en Vittorio De Sica.

## Verhaal
Tijdens de Eerste Wereldoorlog ontmoeten twee oude schoolkameraden elkaar aan het front.

## Rolverdeling
| Acteur              | Personage          |
| ------------------- | ------------------ |
| Vittorio De Sica    | Professor Perboni  |
| María Mercader      | Catilde Serra      |
| Lamberto Picasso    | Schoolinspecteur   |
| Giorgio De Lullo    | Lt. Renato Gardena |
| Luigi Pavese        | Lari               |
| Ave Ninchi          | Mevrouw Serra      |
| Carlo Ogliotti      | Enrico Amici       |
| Gino Leurini        | Garrone            |
| Luciano De Ambrosis | Precossi           |
| Gualtiero Tomiselli | Crossi             |
| Sergio Serardi      | Franti             |
| Amerigo Martufi     | Muratorino         |
| Vito Chiari         | Coretti            |
| Geiogio Guglielmo   | Votini             |
| Francesco Lengo     | Nelli              |